# Vallfogona
Vallfogona, también conocido entre 1961 y 1982 como San Julián de Vallfogona y más recientemente como Vallfogona de Ripollés (oficialmente y en catalán Vallfogona de Ripollès), es un municipio de la provincia de Gerona perteneciente a la comarca del Ripollés. Está situado en la cabecera de la riera de Vallfogona, en el límite con la comarca de La Garrocha.

## Demografía
Vallfogona cuenta con una población de 222 habitantes (INE 2024).

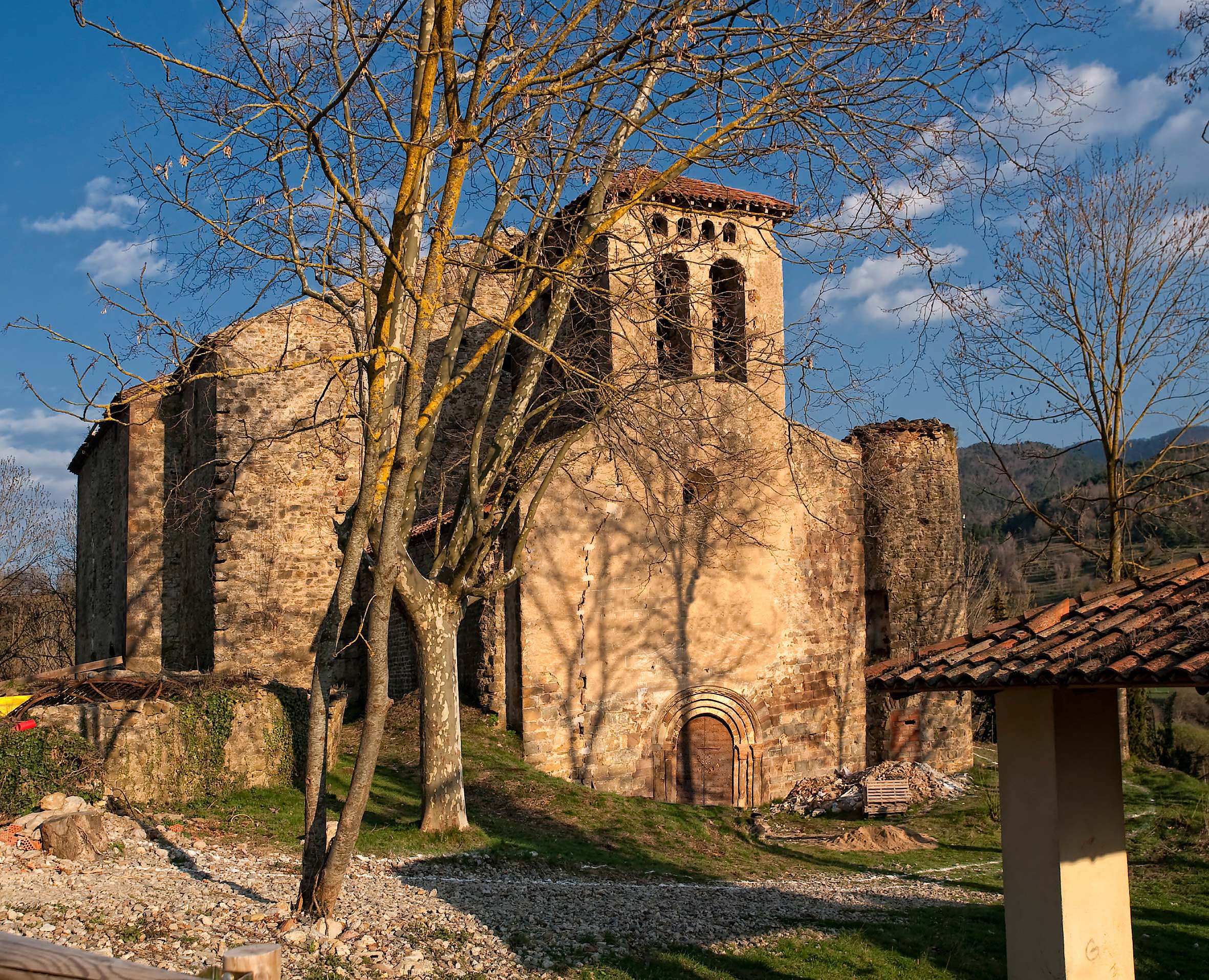
Iglesia de San Julián (-)

| Gráfica de evolución demográfica de Vallfogona entre 1842 y 2021                                                    |
| |
| Población de derecho según los censos de población del INE Población de hecho según los censos de población del INE |